# Galeão
Pour les articles homonymes, voir Galeão (homonymie).
Galeão est un quartier de la zone nord de la ville de Rio de Janeiro, au Brésil.

## Présentation
Le quartier est principalement situé sur l'île du Gouverneur. Ses quartiers voisins sont Portuguesa et Jardim Guanabara. Sa population en 2010 était évaluée à plus de 22 000 habitants.
Le quartier est principalement connu pour abriter l'aéroport international de la ville, et diverses infrastructures aéroportuaires. L'aéroport fut inauguré en 1952 puis agrandi 1977 pour accueillir des vols commerciaux long-courrier.